# Społeczność Chrześcijańska Północ w Warszawie
Społeczność Chrześcijańska „Północ” w Warszawie – jedna ze wspólnot Kościoła Chrystusowego w RP działających w Warszawie. Pastorem przełożonym kościoła jest Damian Szafranek.
Nabożeństwa oraz inne spotkania Społeczności odbywają są w budynku kościoła, znajdującym się przy ulicy Elektronowej 10 na warszawskiej Białołęce. Dodatkowo prowadzone są także grupy domowe.

## Historia

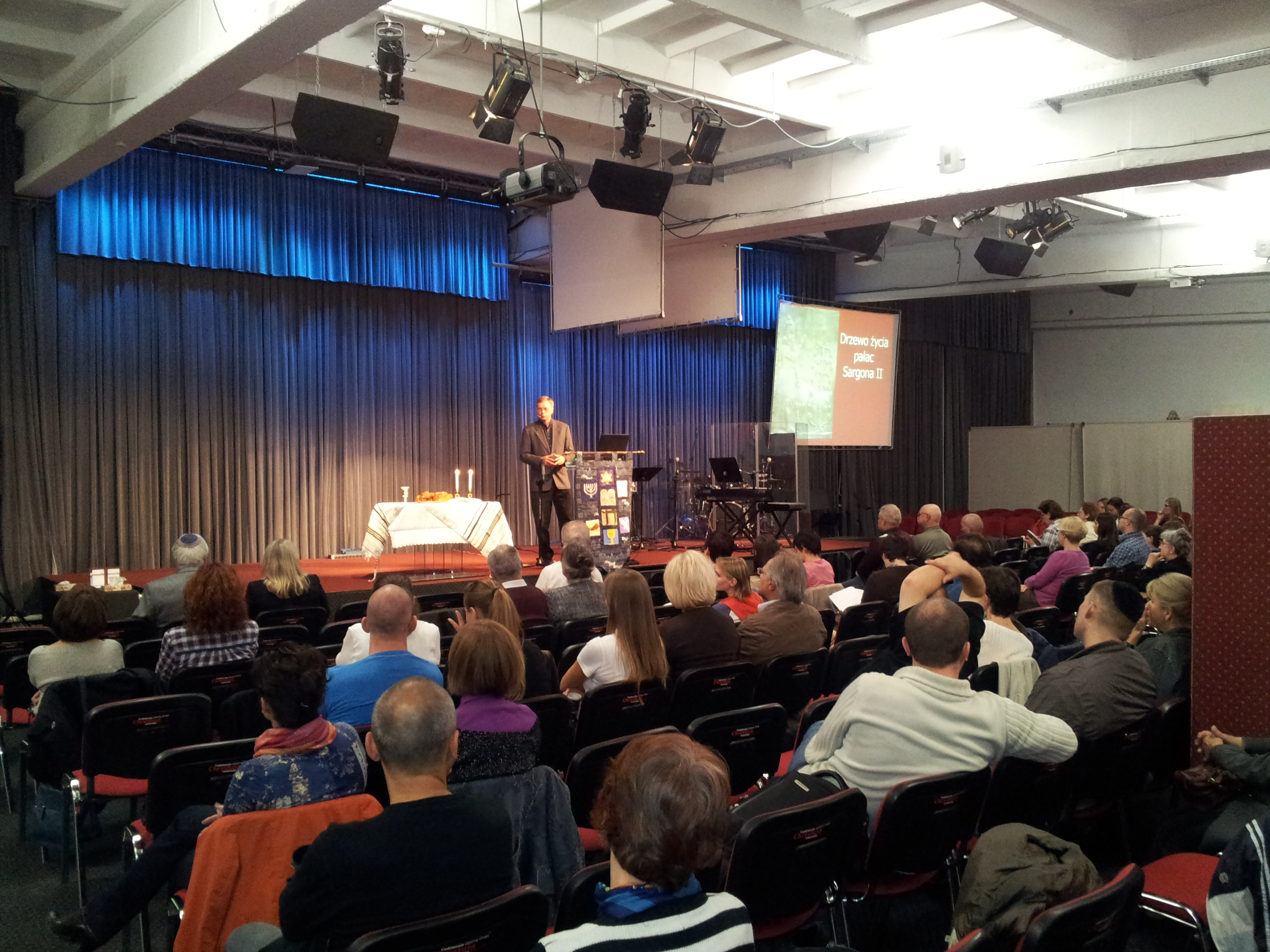
Sala przy ul. Jagiellońskiej 71, gdzie nabożeństwa odbywały się w latach 2006–2013

W 2001 powstała inicjatywa pastora Andrzeja Bajeńskiego ze Społeczności Chrześcijańskiej Puławska w Warszawie, prowadzącej dwa nabożeństwa niedzielne w kaplicy przy ul. Puławskiej, aby wprowadzić trzecie nabożeństwo, które miało się jednak odbywać na terenie prawobrzeżnej części miasta dla zamieszkałych tam wiernych. Do realizacji tego zadania wyznaczono pastora Krzysztofa Zarębę, który 8 marca 2001 rozpoczął organizowanie nieregularnych spotkań w sali hotelu „Pod Grotem” położonego na Żeraniu, w których brało udział około 30 wiernych.
Regularne nabożeństwa na Żeraniu zaczęto prowadzić od 28 października 2001 w sali konferencyjnej Daewoo-FSO, na które uczęszczało około 100 osób. W związku z faktem, że posługi te były organizowane jako trzecie nabożeństwo zboru przy ul. Puławskiej, postanowiono, że podczas wszystkich nabożeństw społeczności będzie głoszone takie samo kazanie. Kaznodzieja wygłaszał więc je o godz. 9.30 w kaplicy przy ul. Puławskiej, następnie udawał się na nabożeństwo o 10:30 na Żeraniu, a później powracał na drugie nabożeństwo przy ul. Puławskiej o 11:30. Sytuacja ta stanowiła duży problem organizacyjny. Na jesieni 2002 prowadzenie nabożeństw przeniesiono do pomieszczeń centrum „Baccar” przy ul. Jagiellońskiej 73.
O usamodzielnieniu się SCh „Północ” jako niezależnej jednostki Wspólnoty Kościołów Chrystusowych w RP postanowiono podczas zebrania członków zboru 4 stycznia 2004, kiedy SCh „Północ” skupiała 80 wiernych, a w jej nabożeństwach uczestniczyło około 160 osób. Pastorem przełożonym społeczności mianowano Krzysztofa Zarębę. Decyzja ta została zatwierdzona przez Radę Krajową i Doroczną Konferencję Wspólnoty Kościołów Chrystusowych w RP w lipcu 2004, a faktyczną samodzielność wspólnota uzyskała we wrześniu 2004, po zakończeniu procesu reorganizacyjnego zboru. 19 września 2004 miało miejsce oficjalne wprowadzenie w urząd nowych pastorów przełożonych Społeczności Chrześcijańskiej „Północ” oraz Społeczności Chrześcijańskiej Puławska.
W październiku 2006 spotkania rozpoczęto prowadzić w wynajętym lokalu położonym w budynku Zespołu Szkół Zawodowych Fabryki Samochodów Osobowych przy ul. Jagiellońskiej 71, który został dostosowany przez Kościół do jego potrzeb. Sala nabożeństw posiadała 400 miejsc siedzących.
W 2011 SCh „Północ” powołała stuosobową grupę, która razem z pastorem Markiem Sobótką dała początek Społeczności Chrześcijańskiej Południe w Warszawie.
Z powodu zmiany właściciela budynku szkoły, Kościół spotykał się tam do czerwca 2013. Wówczas przez społeczność został wynajęty dawny budynek dydaktyczny Akademii Finansów przy ul. Elektronowej 10, w którym pierwsze nabożeństwo miało miejsce 23 czerwca 2013. Obiekt ten został zakupiony przez SCh Północ w październiku 2014. W dawnej hali sportowej została utworzona kaplica posiadająca około 1000 miejsc siedzących, w budynku urządzono też trzy aule, pięć sal wykładowych, kawiarenkę oraz pomieszczenia sanitarne.
W 2016 ze Społeczności Chrześcijańskiej „Północ“ została wydzielona Społeczność Chrześcijańska Zachód, która rozpoczęła działalność na Bemowie. W 2016 liczba członków SCh „Północ” wynosiła około 800 osób. W 2020 wspólnota skupiała około 1200 wiernych.
16 czerwca 2024 podczas uroczystego nabożeństwa miało miejsce przekazanie urzędu pastora przełożonego, poprowadzone przez Prezbitera Naczelnego Kościoła Chrystusowego w RP Andrzeja Bajeńskiego. Stanowisko nowego pastora przełożonego Społeczności Chrześcijańskiej „Północ” objął wówczas Damian Szafranek.

## Działalność
Prowadzone są trzy nabożeństwa niedzielne – dwa w języku polskim oraz jedno nabożeństwo rosyjskojęzyczne. Podczas kazań mają miejsce również nabożeństwa „Kościoła Dziecięcego”, a zajęcia te odbywają się w ramach działającego przy zborze punktu katechetycznego. Raz w miesiącu organizowane są Wieczory Uwielbienia.
Działają grupy domowe, odbywają się też spotkania młodzieżowe „Delajts” oraz spotkania młodych dorosłych „Plusminus”. Do par i małżeństw skierowane są spotkania „Droga we dwoje”, w ramach których prowadzone są warsztaty, kursy, weekend Alma, konferencje i obozy. Rodzice nastolatków spotykają się też na przeznaczonych dla tej grupy warsztatach i szkoleniach. Do kobiet skierowane są spotkania „Kobiecy piątek”, „Kobiety wokół Słowa” oraz „Wokół kobiety”. Prowadzone są również spotkania mężczyzn.
Odbywają się także spotkania „Powołani do wolności” oraz „Kairos”. Prowadzone są kursy Alpha dla osób zainteresowanych wiarą chrześcijańską, jak również przygotowanie do chrztu i warsztaty Służby Pojednania, zajmujące się tematyką tożsamości w Chrystusie, natomiast w ramach „Szkoły Północy” odbywają się wykłady. Organizowane są też warsztaty malarskie. 
Przy zborze działa Służba Mesjańska, prowadząca spotkania szabatowe. Istnieje również służba „Fundamenty Wolności”, organizująca spotkania „Fundamenty Walki Duchowej”, modlitwy o uwolnienie oraz zajęcia „Wytrwali w codzienności”, przeznaczone są dla osób po modlitwie o uwolnienie.
W ramach „Kościoła Online” odbywa się transmisja internetowa nabożeństw, w trakcie której prowadzony jest czat. Po transmisji porannego nabożeństwa mają miejsce spotkania internetowe „Witaj Online”. Działa Ściana Modlitwy oraz spotkania grup domowych online.  Prowadzona jest także grupa na portalu Facebook. „Kościół Online” współpracuje z platformą szukajacboga.pl. Przed rozpoczęciem transmisji nabożeństwa o godz. 10:00 na platformie Youtube emitowane jest „PreNabo”, program o charakterze informacyjnym, natomiast po zakończeniu nabożeństwa nadawana jest „Kawiarenka”, podczas której prowadzone są wywiady z zaproszonymi gośćmi. Ukazuje się również podcast „Wierzę więc wątpię”.
Społeczność Chrześcijańska „Północ” angażuje się także w działalność misyjną i charytatywną.